# Râul Lupșa, Arieș
Râul Lupșa este un afluent al râului Arieș. 

## Hărți
- Harta Munții Apuseni
- Harta Județul Alba